# Херасков, Михаил Матвеевич
Михаи́л Матве́евич Хера́сков (25 октября [5 ноября] 1733, Переяславль — 27 сентября [9 октября] 1807, Москва) — русский поэт, писатель и драматург эпохи Просвещения. По отцу происходил из валашского боярского рода Хереску. Наиболее известен как автор огромной по объёму эпической поэмы «Россиада» (1771—1779). Деятель российского масонства, совладелец подмосковной усадьбы Очаково. С 1756 года состоял на службе в Московском университете, его директор (1763—1770) и куратор (1778—1802). Основатель Московского университетского пансиона. Член Вольного российского собрания, основатель первых московских театров. Издатель литературно-просветительских журналов «Полезное увеселение» (1760—1762) и «Свободные часы» (1763), в конце жизни сотрудничал с журналом «Вестник Европы». Член Академии Российской от самого её основания (1783), кавалер ордена Святого Владимира II степени (1786). Завершил карьеру в чине действительного тайного советника (1802), в 1799 году награждён орденом Святой Анны I степени.
В истории русской литературы остался как последний представитель классицизма XVIII века, в творчестве которого наметился поворот к сентиментализму. Параллельно с большими эпическими поэмами («Чесмесский бой», «Владимир Возрождённый», «Бахариана»), он создавал дидактические романы («Нума, или Процветающий Рим», «Кадм и Гармония», «Полидор, сын Кадма и Гармонии»). Пик общественного признания Хераскова пришёлся на 1790-е годы, тогда же началось издание его «Творений» в 12 частях (1796—1803), но уже в 1820-х годах началась критическая переоценка его творческих достижений. Традиция русской эпопеи, заложенная Херасковым, заметно влияла на литературу вплоть до начала 1840-х годов, затем он оказался забыт, его сочинения редко и нерегулярно издавались в «учебно-хрестоматийном порядке». Единственное в XX веке более или менее представительное переиздание его поэтических и драматургических текстов увидело свет в 1961 году в большой серии «Библиотеки поэта».

## Биография

### Становление
Отец будущего поэта, стольник Матей Хереску, происходил из валашского боярского рода и приходился шурином полководцу Фоме Кантакузину (1665—1720), командовал валашской конницей на стороне Петра I. После неудачного Прутского похода в 1711 году множество знатных молдаван во главе с Дмитрием Кантемиром переселились в Россию и были взяты на службу. Матвей Андреевич Херасков получил поместье в Переяславле на Левобережной Украине (по некоторым данным, ему было пожаловано 5000 крепостных) и дослужился до майора Кавалергардского полка, был комендантом города. Женат он был на Анне Даниловне Друцкой-Соколинской; скончался в 1734 году, оставив вдову с тремя сыновьями, из которых Михаил был самым младшим. В ноябре 1735 года А. Д. Хераскова вновь вышла замуж за князя Никиту Юрьевича Трубецкого, служившего генерал-кригскомиссаром в Изюме, где прошли ранние годы Михаила; по происхождению и кругу общения он принадлежал к высшей аристократии.
В сентябре 1740 года Никита Трубецкой был назначен генерал-прокурором в Петербург и переехал с семьёй в столицу. 29 сентября 1743 года отчим докладывал в Герольдмейстерскую контору, что его пасынки и сыновья «грамоте российской обучены, и обучаются французского и немецкого языков, географии, арифметике и геометрии». 23 декабря князь Трубецкой писал в Сенат о своём желании поместить пасынка в Сухопутный шляхетный кадетский корпус, уже 30 декабря сенатским постановлением Михаил был зачислен. Сухопутный шляхетный корпус в те времена называли «Рыцарской академией», и он давал отличное гуманитарное образование, в заведении ставились спектакли силами учащихся и возникли литературные кружки, в том числе с участием Сумарокова. По преданию, уже в этот период Херасков писал стихи, хотя, по другим данным, до 20-летнего возраста не демонстрировал особых способностей. В корпусе он изучал примерно те же предметы, что и дома, судя по сохранившимся документам, успехи его оценивались как «посредственные». В 1749 году был произведён в капралы, курс обучения закончил в 1751 году и 15 сентября был выпущен в Ингерманландский полк в чине подпоручика.

### Московский университет
Пробыв офицером около четырёх лет, Михаил Херасков в 1755 году «перешёл в статскую службу» и был зачислен в Коммерц-коллегию, но уже в начале 1756 года перешёл в Московский университет, где 6 июня получил должность асессора. С университетом так или иначе была связана вся его последующая жизнь.
Должность университетского асессора предполагала надзор за студентами, но помимо этих обязанностей 3 июля 1756 года Херасков возглавил университетскую библиотеку. В том же 1756 году он стал руководить вновь учреждённым университетским театром. 24 февраля 1757 года его ввели в состав университетской конференции (аналог современного учёного совета), в это же время он стал попечителем типографии. Чтобы повысить уровень изданий, Михаил Матвеевич связался с академиком Г. Миллером и стал публиковать статьи в издаваемых им «Ежемесячных сочинениях»; академик и попечитель обменивались изданиями и активно переписывались. Куратор и основатель университета И. И. Шувалов в виде поощрения назначил Хераскова «за добропорядочную при университете службу» в наблюдение за Московской синодальной типографией. Деятельность Михаила Матвеевича была исключительно многообразна: с 1759 года он стал надзирателем минералогического кабинета, а с 1761 года был сделан главным начальником над русскими актёрами в Москве и ответственным за контрактирование итальянских певцов. По-видимому, свою роль сыграла успешная постановка в 1758 году дебютной пьесы Хераскова — трагедии «Венецианская монахиня», рецензии на которую печатали даже германские журналы. Карьерному росту М. М. Хераскова помогали и связи его отчима.
В 1761 году он был удостоен чина надворного советника, с 10 июня 1761 года впервые был назначен исполняющим обязанности директора университета, ввиду отпуска И. И. Мелиссино. В 1761 году М. Херасков поставил героическую комедию в стихах «Безбожник», в которой проявил своё религиозное рвение; эта постановка стала последней для университетского театра. Херасков также стал организатором и руководителем ряда печатных изданий, выходивших в типографии университета («Полезное увеселение», 1760—1762; «Свободные часы», 1763; «Невинное упражнение», 1763; «Доброе намерение», 1764). Вокруг Хераскова объединилась многочисленная — свыше тридцати человек — группа молодых литераторов, преимущественно поэтов, публиковавшихся в университетских изданиях. Среди них выделялся И. Ф. Богданович, которого Херасков зачислил в университетскую гимназию и поселил у себя дома. Кроме того, в 1762 году издавалось «Собрание лучших сочинений к распространению знания и к произведению удовольствия, или Смешанная библиотека о разных физических, экономических, также до мануфактур и до коммерции принадлежащих вещах». Редактировал «Собрание» профессор Иоганн Готфрид Рейхель, материал составляли переводы, которыми занимались студенты, в том числе и Д. И. Фонвизин.
В 1760 году поэт женился на Елизавете Васильевне Нероновой, также писавшей стихи; их дом стал признанным центром литературной Москвы.

### Карьера в Москве и Петербурге
В январе 1762 года Херасков обратился к новому императору Петру III одой о восшествии его на престол, а после переворота — в июле того же года — Екатерине II, с тех пор он посвящал императрице стихотворения почти каждый год, как от себя лично, так и от имени университета. Ещё в 1761 году он опубликовал оду «На человеколюбие», посвящённую Е. Р. Дашковой, и в 1762 году посвятил ей сборник «Новые оды». В конце 1762 года Херасков был назначен в комиссию по организации коронации Екатерины II; вместе с Ф. Г. Волковым и Сумароковым он готовил уличный маскарад «Торжествующая Минерва» и написал «Стихи к большому маскараду», который прошёл в честь коронации летом 1763 года.
13 июня 1763 года Михаил Матвеевич был назначен директором Московского университета в чине канцелярии советника. Ситуация в университете тогда сложилась достаточно напряжённой, о чём профессор Рейхель писал академику Миллеру в Петербург:

Новый директор не в ладах с куратором, а тот с ним, полномочия канцелярии теперь основное слово, а учёность — нечто несущественное.
В последующие годы конфликт куратора Василия Адодурова, директора Хераскова, и университетской профессуры принял открытый характер. В мае 1765 года куратор, разбирая дела в университетской гимназии, нашёл, что профессора превысили свою компетенцию, но решил вопрос в обход директора. На это Херасков потребовал, чтобы куратор показывал «точные на представляемое дело из Проекта пункты, указы и… ордеры, и наблюдая в речах и требованиях надлежащую пристойность», поскольку дела профессоров «принадлежат единственно до господина директора, а не до профессорских собраний, и не до Конференции». Ещё ранее, летом 1763 года Адодуров взялся за «сочинение плана и штата университета», но в декабре 1765 года И. Рейхель привёз из Петербурга приказ императрицы к профессорскому собранию, которому предстояло создать новый проект университетского устава и штатного расписания в трёхнедельный срок, и немедленно представить его Екатерине II. При этом немецкие профессора стали собираться ежедневно, отменив занятия, и отстранили от работы над проектом даже директора, на том основании, что М. М. Херасков не был упомянут в распоряжении императрицы. В результате новый устав так и не был принят. Ещё одним поводом для конфликтов был вопрос о языке преподавания, поскольку немецкая профессура перенесла из Европы в Москву обязательное чтение лекций на латинском языке как «основании всех наук». Впервые предложение о чтении лекций по-русски прозвучало ещё в 1758 году (от профессора Николая Поповского), поскольку «нет такой мысли, кою бы по-российски изъяснить было не возможно», но в результате эту задачу реализовал именно М. М. Херасков, обратившийся напрямую к императрице. Это вызвало серьёзную оппозицию со стороны Конференции университета и конфликт с И. Рейхелем и куратором. Тем не менее с января 1768 года началось чтение лекций на русском языке.
Во время путешествия Екатерины II по Волге в 1767 году Херасков сопровождал императрицу в числе группы придворных. Именно в этот период Михаил Матвеевич и добился указа о переводе преподавания в университете на русский язык. Параллельно в 1767 году в трёх частях были выпущены на русском языке избранные статьи из «Энциклопедии», где Херасков перевёл «Волшебство», «Наррацию» и «Натуру». После того, как в 1768 году в речах И. А. Третьякова были обнаружены «сумнительства и дерзновенные выражения», директор университета ввёл предварительную цензуру публичных университетских речей и лекций .
В феврале 1770 года Херасков переехал в Петербург и 18 мая был назначен вице-президентом Берг-коллегии в чине статского советника. Его столичный дом также быстро стал литературным центром, в 1772—1773 годах издавался журнал «Вечера», в котором большинство материалов печатались анонимно. Сам Михаил Матвеевич примкнул к придворной группировке Григория Орлова, и сохранил с ним дружеские отношения даже после опалы. Ввиду огромной загруженности работой для театра и литературных планов, в 1774 году Херасков обратился к Григорию Потёмкину с просьбой об отставке с сохранением жалованья для «…нового рода службы Её Величеству». Тем не менее прошение не было удовлетворено, и 3 марта 1775 года Херасков вышел в отставку без пенсиона в чине действительного статского советника. Некоторые авторы (в том числе А. В. Западов) считали отставку опалой, связанной с увлечением Хераскова масонством. С русским масонством он был связан, по крайней мере, с 1773 года. В Петербурге М. М. Херасков состоял в ложе «Гарпократ», с 1776 года — оратором ложи «Озирис», и в 1781 году стал её почётным членом. Возвращение Хераскова в Москву в 1775 году было связано с объединением лож Ивана Елагина и барона Рейхеля.
В Петербурге бездетные супруги Херасковы приютили Анну Карамышеву (она вышла замуж в 13 лет, плохо к ней относившийся муж был подчинённым Михаила Матвеевича) и в течение пяти лет содержали её как родную дочь. Позднее она вышла замуж за известного масонского деятеля Александра Лабзина.
После отставки Херасков активно сотрудничал с Вольным российским собранием и Вольным экономическим обществом, по-видимому, входил в состав редколлегии издаваемого Николаем Новиковым журнала «Утренний свет». В 1778 году Херасков окончил эпическую поэму «Россиада», работа над которой потребовала восьми лет труда. По-видимому, «ироическая поэма» была поднесена императрице ещё в рукописи; Екатерина II оценила политическое значение текста и с Михаила Матвеевича была снята опала. Он получил большую денежную премию и 28 июня 1778 года был назначен куратором Московского университета.

### Куратор университета. Масонство
Вернувшись в университет, Херасков сразу развернул активную деятельность. Уже в декабре по инициативе Михаила Матвеевича был создан Благородный пансион, где позже получили образование В. А. Жуковский, М. Ю. Лермонтов, Ф. И. Тютчев и другие знаменитые литераторы. С 1 мая 1779 года куратор передал университетскую типографию в аренду Н. И. Новикову на 10 лет, предоставив ему возможность развить свою издательскую деятельность. Именно Новиков опубликовал «Россиаду» и начал издание первого собрания сочинений Хераскова. По предложению Е. Р. Дашковой, 21 октября 1783 года Михаил Матвеевич стал членом только что созданной Российской академии, цитаты из его произведений были использованы в «Словаре Академии Российской» как примеры и иллюстрации. В 1786 году куратор университета был награждён орденом св. Владимира 2-й степени.
В 1781 году М. М. Хераскова избрали членом Германской академии естествоиспытателей «Леопольдина».
Чета Херасковых жила в Москве в доме сводного брата — Николая Трубецкого, или в загородном имении Очаково, которое принадлежало им совместно. Михаил Матвеевич принимал там А. Т. Болотова. И в городской усадьбе, и в поместье имелся домашний театр, в котором ставились и пьесы самого владельца. Не оставлял он и масонских интересов: в 1780-е годы месте с А. М. Кутузовым стал одним из основателей капитула «Латона», и в 1782 году был посвящён в теоретический градус Ордена розенкрейцеров, в течение двух лет был членом его провинциального капитула. Масонское его имя — «Михаил от натурального колоса» (лат. Michael ab arista naturante). Просветительские проекты Хераскова были неразрывно связаны с масонскими. Ещё в августе 1779 года усилиями Хераскова в университет был назначен новый профессор немецкого языка И. Г. Шварц, член московской масонской ложи князя Н. Трубецкого. По инициативе Шварца и при поддержке Хераскова были открыты масонами Педагогическая (1779) и Переводческая (1782) семинарии. Последняя была организована на средства членов «Дружеского учёного общества», в которое также входили видные масоны. Труды воспитанников «Дружеского общества» и университетских студентов составляли значительную часть сочинений и переводов, опубликованных в журналах «Московское ежемесячное издание» (1781), «Вечерняя заря» (1782), «Покоящийся трудолюбец» (1784).
К 1790 году над головой Хераскова вновь нависла угроза: московский главнокомандующий А. А. Прозоровский доносил императрице, что куратор университета устраивает в Очакове тайные масонские ритуалы и сборища. Несмотря на серьёзность обвинений и намерение Екатерины II отстранить его от должности, Херасков, благодаря заступничеству Г. Р. Державина и фаворита императрицы П. А. Зубова, сумел оправдаться и удержаться на посту. Хераскову пришлось отрицать свою связь с масонством, каковое отречение он облёк в нарочито наивную фразу, что его оклеветали «какою-то мартинизмою». Однако после ареста Новикова в 1792 году, Н. Трубецкой и М. Херасков, как доносил императрице Прозоровский, 7 июня срочно выехали в Очаково, где уничтожили компрометирующие бумаги и прочие материалы. В указе 1 августа о наказании Новикову и его сообщникам имя Хераскова не упоминалось. Тем не менее он оказался в негласной опале, не мог заниматься делами университета, и его положения не изменили ежегодные обращения к императрице.

### Последние годы
Новый император Павел I лояльно относился к масонам, и Херасков обратился к нему целым рядом од. В ноябре 1796 года поэт был удостоен очередного чина тайного советника и пожалован 600 душами крепостных, 16 февраля 1798 года особым императорским рескриптом Михаилу Матвеевичу была объявлена благодарность за его стихи. 10 марта 1799 года он был награждён орденом Св. Анны I степени. М. Херасков посвятил государю новую поэму «Царь, или спасённый Новгород», за которую рескриптом от 29 марта 1800 года вновь был удостоен благодарности. Тем не менее незадолго до убийства Павла Петровича, из-за недоразумения Херасков был отправлен в отставку и восстановлен в должности куратора уже следующим монархом — Александром I, воцарению которого посвятил приветственную оду. Однако реформы в области просвещения были чужды 70-летнему сановнику, и Высочайшим указом от 10 ноября 1802 года Херасков был уволен со службы с пенсионом «по прошению и за старостию». Вместе с отставкой он был удостоен чина действительного тайного советника.
Последние годы жизни М. М. Херасков провёл в Москве, занимаясь литературным трудом. До конца жизни он сотрудничал с журналами «Вестник Европы», «Патриот» и «Друг просвещения». Умер Херасков 27 сентября (9 октября) 1807 в Москве. Похоронен на кладбище Донского монастыря. На его надгробии написано: «Здесь погребено тело Михаила Матвеевича Хераскова, действительного тайного советника и орденов святыя Анны 1-го класса и святого Владимира 2-й степей и Большого креста кавалера, который родился в Переяславле в 1733 году, октября 25-го, а скончался в 1807 году, сентября 27-го, на 74-м году жизни своей». С двух других сторон памятника выбиты стихи: «Здесь прах Хераскова; скорбящая супруга / Чувствительной слезой приносит дань ему; / С ней музы платят долг любимцу своему: / Им важен дар певца, мила ей память друга. / Здесь дружба слезы льёт на гробе, / И добродетель с ней скорбит; / А имя слава сохранит. / Восплачьте. Уж певец не дышит. / На урне лира возлежит… Но, ах! Гордитесь: слава пишет: / Он был и Росс и был пиит!» Это две из трёх эпитафий В. Измайлова, опубликованных в журнале «Русский вестник» в 1808 году. Уже после кончины Хераскова под псевдонимом была опубликована его последняя трагедия «Зареида и Ростислав», получившая премию Российской академии в 500 рублей, пожертвованную вдовой в распоряжение Академии.

## Личность
Архив Хераскова в целостном виде не сохранился, документы, связанные с его личными, государственными и литературными делами, рассеяны по разным российским собраниям. Практически все современники — и старшие, и младшие — отмечали «кротость» его нрава и благородство характера, хотя с его жизнью были связаны и многочисленные анекдоты, некоторые из которых попали в «Table-talk» А. С. Пушкина. Отчасти в воспоминаниях отразился образ жизни писателя в поздние годы его жизни: он избегал светских мероприятий, и даже во время жизни в Очакове стремился к уединению; особенно любил липовую рощу. Вставал обыкновенно рано, и с утра занимался писанием или чтением. О его творческом методе говорили, что он при работе имел привычку расхаживать по кабинету, и проговаривал сочиняемые тексты вслух, сам с собою. В воспоминаниях Ю. Бартенева сохранились и другие подробности: мемуарист сообщал о воздержанности Хераскова в пище и одежде (например, он никогда не шил сапоги на заказ, обувь ему покупали на базаре). «Угрюмость», отмечаемая многими, объяснялась тем, что Херасков не любил новых лиц в сложившемся круге общения, но среди своих отличался красноречием, а «шутки его всегда были весьма занимательны своею замысловатостью и остротою». В противоположность нравам аристократии XVIII века, Михаил Матвеевич не любил игры в карты.
Семейную жизнь Херасковых мемуаристы, обыкновенно, описывали в идиллических тонах. По свидетельству М. А. Дмитриева, лёгкость нрава и общительность Е. В. Херасковой уравновешивали «важность и некоторую угрюмость её мужа». Ю. Бартенев приводил такой анекдот:

Княгиня Варвара Александровна Трубецкая неразлучно жила с супругою Хераскова около 20 лет в одном доме, чему покойная императрица Екатерина крайне удивлялась и говаривала публично: «Не удивляюсь, что братья между собою дружны, но вот что для меня удивительно, как бабы столь долгое время в одном доме уживаются между собою».
Впрочем, известно также ироническое высказывание Д. И. Фонвизина, что «Херасков с женою живут смирно. Он так же с полпива пьян, а её дома не застанешь». Елизавета Васильевна полностью разделяла масонские интересы своего супруга.
Мировоззрение Хераскова было пессимистическим. Прожив долгую жизнь, целиком посвящённую литературе, Михаил Матвеевич пришёл к выводу, что его творческое наследие не переживёт его самого (что и подтвердилось впоследствии). Его современник Державин, гордясь званием поэта, считал его наиболее важным из всех человеческих дел, поскольку только одна поэзия способна дать человеку бессмертие. Херасков оппонировал ему в «Бахариане»:
Всё, что в мире ни встречается,

Тлеет, вянет, разрушается,

Слава, пышность, сочинения

Сокрушатся, позабудутся;

Мимо идут небо и земля…

Что же не исчезнет в век веков?

Добрые дела душевные!

## Литературный дебют
По мнению А. В. Западова, Херасков начал писать, находясь в Сухопутном шляхетском кадетском корпусе. Первая публикация Михаила Матвеевича, по «Опыту российской библиографии» В. С. Сопикова, относилась к 1751 году, это была ода «Императрице Елизавете Петровне в воспоминание победы Петра Великого над шведами под Полтавою». В 1755 году в единственном в те времена российском журнале «Ежемесячные сочинения», были опубликованы несколько басен, сонетов и эпиграмм, написанных в подражание поэзии Сумарокова. В том же номере журнала увидела свет «Ода Анакреонтова» (Ежемесячные сочинения, 1755, ноябрь, с. 442), в которой впервые была намечена положительная программа всего последующего творчества Хераскова:
Я к тем все мысли обращаю,

Кто добродетельми процвел.

Я жизнью оных утешаюсь

И их поступками пленяюсь
В основе поэтической программы Хераскова находилось прославление добродетели и проповедь христианской морали, подававшейся в форме обширных сюжетных повествований, призванных помочь читателю усвоить авторское поучение.

### «Венецианская монахиня»
Подлинным литературным дебютом М. Хераскова стала трагедия 1758 года «Венецианская монахиня», сделавшая его знаменитым. По определению А. В. Западова, «первый его опыт… был весьма замечательным в своём роде и принципиально важным». Уже это раннее произведение демонстрирует определённую двойственность литературных задач Хераскова — последнего представителя русского классицизма и родоначальника сентиментализма, хотя формально «Венецианская монахиня» отвечает требованиям, предъявленным к этому жанру Сумароковым в «Епистоле о стихотворстве»; в ней выражены единство времени, места, действия. Фактически же это была сентиментальная драма, созданная раньше, чем «серьёзные комедии» или «слёзные драмы» Дидро, Седэна, Мерсье, Бомарше. Автор сделал своими героями современных людей и в «Изъяснении» сообщал, что сюжет пьесы основан на реальных событиях; задача «держаться ближе к подлинности» потребовала трёхчастности трагедии, вместо обязательных для классицистской драматургии пяти действий.
Не для других любовь вселяется в сердца.

Законы отдавать велят заслуги роду,

Полезное себе, народное народу;

Однако долг от нас свободы не берёт;

Что сродно нам, им то на волю отдаёт.

И ты отколе те изобрела уставы,

Что хочешь у любви отнять законны правы?.
Главными героями трагедии были люди никому не известные, и замечательные только яркостью своих чувств: Коранс и Занета. Предельно чётко обозначено и место действия: «театр представляет часть монастыря святыя Иустины и часть дома послов европейских». Сюжет трагедии мрачен: Занета, похоронив родителей и брата, по их завещанию поступает в монастырь, отрекается от брака, чтобы непрестанно молиться. Возлюбленного Коранса она считает погибшим на войне, но спустя три года он возвращается, и с ужасом узнаёт, что его невеста Занета заточена в келью. Он пробирается к ней, и ведёт длинные беседы, пытаясь уговорить нарушить обеты, но на обратном пути арестован по обвинению в недозволенном посещении иностранного посольства. Судьёй Коранса выступает его собственный отец, сенатор, который по долгу службы выносит ему смертный приговор. Занета смогла раскрыть причину появления Коранса близ посольства, но уже слишком поздно, и она выкалывает себе глаза, поскольку решилась на свидание и стала причиной гибели возлюбленного. Однако это не конец: в последний момент Коранс помилован, и Занета встречается с ним ещё раз, чтобы раскаяться в слабости и во имя Бога отказаться от греховной для невесты Христовой любви. После этого она умирает, а Коранс кончает жизнь самоубийством.
Всё содержание трагедии построено на контрасте между безысходностью страданий главных героев и вызываемого ими протеста в защиту человеческого чувства, не стеснённого требованиями религиозных обрядов и условностями общественного характера. Автор также явно показал антиклерикальную позицию, характерную для Просвещения: он скорбит о том, что религиозные догмы сковывают сознание Занеты и мешают ей обрести своё счастье с любимым, делают её жертвой ненужного обета. В дальнейшем Херасков не декларировал антиклерикальных взглядов столь определённо. Коранс пребывает во власти свободного и сильного чувства, ради которого спокойно идёт на позор и казнь. Напротив, фанатично настроенная Занета лишает себя зрения, буквально следуя библейскому тексту, ибо глаза её грешили, взирая на Коранса, чего она не должна была делать, повинуясь монашескому обету. Финал трагедии явно отсылает к «Ромео и Джульетте»: Коранс умирает со словами: «Нет жалостней моей и нет счастливей части!», а его отец заключает трагедию словами «Вот действие любви! Вот плод безмерной страсти!». Однако если Ромео и Джульетта погибли, будучи жертвами феодальной распри, то в смерти Занеты и Коранса виновны ложные представления о греховности любви, утвердившиеся в заражённых предрассудками умах.
Дальнейшее литературное развитие Хераскова пошло после его дебюта совершенно в другом направлении.

## Лирика
Новые тенденции в творчестве Хераскова стали заметны с 1760 года, когда он начал издавать журнал «Полезное увеселение», посвящённый исключительно литературе — статьи на естественнонаучные темы там не печатали. Наиболее значительным по объёму был раздел поэзии, поскольку в русле эстетики классицизма, стихи являются высшей формой организованной человеческой речи. Однако тематика и проблематика публикаций группы Хераскова, и поставленные Михаилом Матвеевичем задачи существенно расходились с Сумароковым: общественная активность и нервная, сатирическая реакция на события современности была им чужда, политическая проблематика, характерная для Сумарокова, у Хераскова оттеснена религиозными и моральными проблемами. Общественно-политическая позиция редакции «Полезного увеселения» отчётливо консервативна. Главным становится, по выражению А. Западова, — «стремление наслаждаться плодами дворянской культуры, отнюдь не стремясь расширить её социальные пределы»; даже сетований на жестокосердых помещиков невозможно отыскать в журнале. Авторами владеют пессимистические настроения. Для стихов, печатавшихся в «Полезном увеселении», общим стал мотив бренности земного. Теме бесплодности людских усилий по устроению земного бытия — временного этапа перед Царством Небесным — был целиком посвящён шестой номер «Увеселения».
За три с половиной года издания «Полезного увеселения» и «Свободных часов», Херасков опубликовал около 190 стихотворений. В 1762—1769 годах выходили сборники его стихотворений, в том числе «Анакреонтических од» и «Философических од». Для лирики Хераскова характерно огромное жанровое разнообразие — все виды од, эклога, эпистола, элегия, басня, стансы, сонеты, идиллии, эпиграммы, мадригалы, и проч. Наиболее характерным для него, по определению Д. Д. Благого, являлась «элегически окрашенная медитация мудреца-философа, довольствующегося „тем, что небеса послали“». С точки зрения поэтического стиля и языка это означает, что Херасков добивался изящества словесной формы, синтаксические конструкции его легки и приближаются к разговорным. По словам Д. Д. Благого, 

«В языке он избегает как витийственной высокости ломоносовского одического стиля, так и намеренной резкости, подчас прямой грубости сатирических произведений Сумарокова. Поучительно в этом отношении сравнить с сумароковскими притчами, написанным нарочито вульгарным языком, выдержанно-салонные басни Хераскова… Большинство стихов Хераскова написано именно таким сглаженным, салонно-изящным „средним штилем“, подготовляющим будущий „новый слог“ Карамзина, недаром считавшего Хераскова самым близким из всех своих русских предшественников».
В целом, Херасков и авторы его круга выработали свой подход к поэтической лирике. Они, в общем, остались равнодушны как к поэтике Ломоносова, которого Херасков критиковал, так и к метрическим поискам Сумарокова. Классицизм на всю жизнь определил поэтические интересы Хераскова, но он сочетался с большим числом элементов сентиментализма. Стихотворение Хераскова «Смерть Клариссы. Подраженная французскому сочинению» представляет собой, по А. Западову, сентиментальную поэму. «Враг» рассказчика нанёс грубое оскорбление Клариссе, она умирает, рассказчик стремится отомстить оскорбителю, но не успевает в намерении. Природа как бы сочувствует героям повествования, они часто проливают обильные слёзы. Эти черты заметно отличают стихотворение Хераскова от обычных материалов «Полезного увеселения». Херасков стоял и у истоков усадебной поэзии русской дворянской литературы, а также жанра дружеского послания.

## Масонство и лирика Хераскова
Коль славен наш Господь в Сионе,

Не может изъяснить язык.

Велик Он в небесах на троне,

В былинках на земли велик.

  Везде, Господь, везде Ты славен,

  В нощи, во дни сияньем равен.

Тебя Твой агнец златорунной

В себе изображает нам;

Псалтырью мы десятострунной

Тебе приносим фимиам.

  Прими от нас благодаренье,

  Как благовонное куренье.

Ты солнцем смертных освещаешь,

Ты любишь, Боже, нас как чад,

Ты нас трапезой насыщаешь

И зиждешь нам в Сионе град.

  Ты грешных, Боже, посещаешь

  И плотию Твоей питаешь.

О Боже, во Твое селенье

Да внидут наши голоса,

Да  взыдет наше умиленье,

К Тебе, как утрення роса!

  Тебе в сердцах алтарь поставим,

  Тебе, Господь, поём и славим!
По мнению А. В. Западова, пессимистические и мистические настроения, господствовавшие в творчестве группы Хераскова, связаны с восприятием поэмы Эдуарда Юнга «Жалобы на ночные думы о жизни, смерти и бессмертии», но ими не ограничивались. Исследователь предположил, что литературный кружок Хераскова представлял собой тайную масонскую ложу или, по крайней мере, кружок. Косвенно об этом может свидетельствовать направленность произведений, печатавшихся в «Полезном увеселении», с мотивами личного совершенствования, бренности земного, пропагандой добродетели, идеями дружеского братства членов ограниченного кружка людей, и акцентом на загробной жизни, к которой надо готовиться человеку в его земном существовании. Всё перечисленное характерно именно для масонской идеологии эпохи Просвещения. Несмотря на то, что отсутствуют источники, свидетельствующие о причастности Хераскова к масонству ранее 1770-х годов, А. В. Западов предположил, что Михаил Матвеевич мог иметь отношение к ложе, возникшей в Шляхетском кадетском корпусе в 1756 году, в которую входил Сумароков, и другие. Это предположение позволяет также убедительно объяснить мотивацию и адресатов многочисленных стихов и статей «Увеселения», бичующих неких «клеветников», которые мешают людям искать добродетельной жизни, и толкают их на путь обмана и неправды.
Нравоучительная поэзия Хераскова выражает все основные элементы нравственной философии масонов: добродетель, терпение, честь, умеренность, спокойствие, правда. Это были общие идеи, которые разрабатывались многими поэтами из круга Хераскова: о тщетности мирского, об истинной и ложной славе, о равенстве всех людей перед смертью и о награде, которая ожидает избранных в загробном мире. По словам И. Н. Розанова, самым значительным текстом Хераскова, написанным в русле масонских представлений и ставшим популярным в масонской среде, был гимн «Коль славен наш Господь в Сионе». При первопубликации в 1819 году, этот текст был назван «Переложением Псалма 64», но, по-видимому, это изначально была застольная масонская песнь, исполняемая при некоторых ритуалах. Сохранились свидетельства его использования в ложе «Умирающего сфинкса» в 1821 году. По мнению И. Розанова, текст гимна полон масонских аллюзий, ярким примером является строка «Тебе в сердцах алтарь поставим» в заключительной строфе. При исполнении гимна как государственного в XIX веке обыкновенно опускались две промежуточные строфы, в которых прямо говорится о застольном характере песни. Речь шла о «трапезе любви», которая одновременно намекала на Тайную вечерю и служила у масонов ритуалом причастия.

## Проза
По определению Д. Д. Благого, Херасков был единственным представителем русского классицизма, который участвовал в становлении оригинальной русской повествовательной прозы. Созданные им романы представляют собой яркий тип политико-дидактического романа, наподобие «Телемака» Фонтенеля или «Велизария» Мармонтеля. Его романы — «Нума», «Кадм и Гармония» и «Полидор» представляют собой своеобразную трилогию, которая была отражением реальных политических событий в России и Европе, и отражала искания своего автора в социально-политической и художественно-стилевой сфере — от просветительского оптимизма к масонскому консерватизму.
По замечанию А. Западова, главной целью литературной деятельности Хераскова было учительство. Он стремился привить окружающим его людям вкус к добрым делам, в чём видел залог спокойной и нравственной жизни, приносящей удовлетворение. «Пожалуй, никто из русских писателей XVIII века не придерживался соединения „полезного с приятным“ так неуклонно и последовательно, как Херасков». Однако разочарование правящим режимом — сначала от работы Уложенной комиссии, а затем и в результате крестьянской войны Пугачёва — привело к заметным сдвигам в творчестве писателя. Он стал стремиться к более активной и доходчивой пропаганде моральных истин, для чего ему требовалась более широкая аудитория, кроме того, прямые назидания игнорировались читателями. По этой причине, Херасков отказался от лирики и перешёл к поэмам, романам, драмам, трагедиям, «сочетая в тексте занимательную интригу с полезным нравоучением и заставляя зрителя и читателя незаметно это нравоучение усваивать».

### «Нума Помпилий, или Процветающий Рим»
Первый роман (точнее, повесть) Хераскова — «Нума Помпилий, или Процветающий Рим» — вышел в свет в 1768 году. Практически все исследователи солидарны с тем, что это — яркий представитель жанра «государственного» или политического романа, примером которого в русской литературе являлись переведённые Тредиаковским «Аргенида» и «Телемахида». Херасков достаточно откровенно обрисовал такое общество, какое он хотел бы видеть, то есть его сочинение носит характер программной утопии, отражающей платоновские представления о правлении философов. Это не было его личной инициативой: как раз в 1767—1768 годах Екатерина II организовала перевод «Велизария» Мармонтеля (запрещённого тогда во Франции), который был коллективным придворным проектом — каждый из ближайших приближённых императрицы получил для перевода одну из глав, причём программную IX главу, посвящённую способам идеального правления, основанного на «здравом рассуждении, чистом уме и добром сердце», перевела императрица лично.
Херасков писал свой роман, основываясь как на полулегендарных античных источниках, так и на трудах современных ему французских (Флориан) и английских писателей, приводя на них ссылки в тексте. Однако в предисловии к книге он замечает, что «сия повесть не есть точная историческая истина; она украшена многими вымыслами, которые, не уменьшая важности Нуминых дел, цветы на них рассыпают». Главным в романе, однако, является даже не описание дел Нумы (создание календаря, разделение римского народа на трибы, учреждение жречества, и проч.) а его диалоги с покровительницей — нимфой Эгерой («Егера» в орфографии того времени). Основная идея романа выражена автором в начальных строках первой главы:

«Истинная слава не всегда оружием приобретается; лавры победителей часто кровью верных сынов отечества орошены бывают… но сладкий мир и любезная тишина цветущее состояние городам и селам даруют, законам предают силу и спокойных жителей радостию и веселием напояют».— Творения, часть VIII, С. 1
Нума — идеальный правитель, деревенский философ, избранный римским императором за свои заслуги. Собственно, весь текст романа представляет собой собрание советов царям, преподанных на образцах правления Нумы Помпилия: он отказался от дворцовой стражи, ибо является отцом своим детям-подданным, учредил выборы сановников по их личным достоинствам, устранил преимущества знати и кровного «благородства». Иными словами, Херасков явно показал себя сторонником идей дворянского либерализма.
Существенное место в романе занимает описание новой совершенной религии, свободной от противоречий и недостатков существующих церквей. В романе противопоставляются умеренный и чистый культ Весты, чьей жрицей является Эгера, «идолопоклонству» и мрачности жрецов Юпитера:

Доброе житие, сетующим полезные советы, попечение о немоществующих и вспоможение бедным составляли лучшее их упражнение; и для того храм сей сделался прибежищем добродетельных людей; для того не имел он гордых украшений, и не блистал златом и драгими каменьями, которые тщеславие и подлая робость обыкновенно Божеству посвящают, а корыстолюбие и лукавое смирение стяжают. Но добродетель, будучи всегда непорочна и умеренна кроме чистого сердца и воспаленного любовию духа, Богу иного приносить не должна. Один грех знаки своего беззакония и временного раскаяния всенародному зрелищу представляет, и мучащаяся совесть ищет чрез корысти посредника для примирения её с разгневанным Божеством.— Творения, часть VIII, С. 12—13.
Один из вопросов, который Нума задал Эгере, касается упразднения всех «обрядоверческих» и идолопоклоннических храмов. Нимфа говорит, что любые гонения только возмутят чувства верующих, а истинной религии всегда предшествует просвещение, иначе она будет извращена. Впрочем, Бог никогда не скрывает истины от того, кто желает жить в соответствии с ней, поэтому царь-философ Нума никогда не испытывал сложностей с пониманием, как следует управлять Римом и во что верить: божественные законы он почерпнул из «чистого естества», а гражданские — «из добродетельного сердца и просвещённого разума». При описании религии, Херасков во вставном сюжете фактически повторил сюжет «Венецианской монахини», но с совершенно другими акцентами. Нума спас от казни молодую весталку, которую отдал в храм жестокий отец по наущению развратного и злого сына. Дочь была разлучена с возлюбленным, но коварный брат устроил им свидание, а затем созвал людей, чтобы обвинить их в беззаконии. Жених был растерзан толпой, а весталку бросили в тюрьму. Эта история была преподана как пример злоупотребления законами и ложности показного благочестия, бесчеловечности монашеских обетов. В описании, как Нума добился действия естественных законов, Т. Артемьева увидела намёк на екатерининский «Наказ», который был провозглашён, но так и не реализован на практике.
По словам А. Западова, «Нума Помпилий» так и остался единственным в творчестве Хераскова опытом прямого изложения государственных поучений. В дальнейшем его творческая эволюция привела к усложнению аллегорий и переносу внимания на внутреннюю жизнь человека.

### «Кадм и Гармония»
Следующий большой роман Хераскова — «Кадм и Гармония, древнее повествование», вышел анонимно в 1787 году, и продолжил социально-утопическую проблематику в его творчестве. При этом автор сам затруднялся с определением жанра своего творения, явно навеянного «Приключениями Телемака», которые к тому периоду уже семь раз издавались в разных русских переводах. Героем был Кадм — сын финикийского царя Агенора, однако сюжетообразующий миф Херасков сочинил самостоятельно. Американский исследователь Стивен Бэр, издавший в 1991 году монографию о русской утопии XVIII века, утверждал, что в романе почти явно прозвучали масонские мотивы и аллюзии к масонской мифологии. В частности, оказавшись в Вавилоне, главный герой берёт себе псевдоним Кадм Адмон — простую анаграмму Адама Кадмона, который у масонов мыслился идеальной личностью, движущейся в направлении Божьего подобия. Той же цели подчинено и мифологическое путешествие Кадма.
Сюжет романа сложен и многопланов. Основа его античная — Кадм, лишившись сестры Европы, похищенной Юпитером, молит Дельфийский оракул, который направляет его в Беотию. (Для романа вообще характерен мотив подчинения людей высшим силам). Он основал город Фивы и превратился в идеального монарха. При этом Херасков выступил новатором в утопическом жанре, как минимум, в двух позициях, во-первых, не давая развёрнутых описаний (все действия Кадма раскрываются в небольших эпизодах), в, во-вторых, — неприятии идеи «святого царя». Кадм — не республиканец, но далёк и от идеи тирании. Создав совершенное государство и обретя идеальную семью, он впадает в грех любострастия, увлекшись златокудрой невольницей Таксилой, которая, не имея нравственного воспитания, увлекла его идеей роскоши и величия. Кадм не совершал при этом каких-либо незаконных деяний, но обратился к дурным мыслям и вёл неподобающие разговоры, соблазняя молодежь. Херасков подчёркивал, что за духовное развращение должна полагаться и более тяжёлая ответственность. Отвернувшись от богов, Кадм был лишён своего государства-семьи и жены — Гармонии, и вынужден скитаться, чтобы обрести самого себя. Странствуя, Кадм встречает кентавра Хирона, который демонстрирует ему лабиринт, как аллегорию жизни, полной ошибок, а чтобы Кадм мог избежать соблазнов, дарит ему золотую ветвь, которую превратил из оливковой. Ветвь в буквальном смысле стала для изгнанного царя нравственным компасом, который позволял видеть скрытые пороки. Это ярко проявилось при описании путешествия Кадма в Вавилон, где он созерцал гробницы нечестивых царей: Нимврода, который «первый похитил свободу человека, наложил на него иго рабства»; царя Дарха «любостяжательна и немилосерда», и других. Лишь с большим трудом Кадм избавляется от своих пороков, после чего боги простили его и дозволили воссоединиться с Гармонией.
Принципиально новыми для классицистической традиции являлись националистические и патриотические мотивы, в изобилии встречающиеся в романе. Херасков резко обличает иностранцев — воспитателей и развратителей юношества (они выведены под именем сибаритов, но в них легко угадываются французы). Далее автор попытался связать античную мифологию с национальной древностью, поселив в финале романа Кадма и Гармонию среди древних славян. В этом Херасков полностью выразил тенденции своего времени, озабоченного поисками в России «своей античности», что должно было доказать, что Россия прошла европейский путь развития, но при этом имеет глубоко национальные традиции. Херасков осуществил решение этой задачи через библейскую легенду о происхождении славян от Мосоха — сына Иафета, что давало возможность по созвучию объяснить топоним «Москва». Херасков в тот период был увлечён этимологическими теориями Тредиаковского и его представлениями о славянском происхождении всех европейских народов, и даже подписался на вышедшее в 1773 году издание «Трёх разговоров». В результате имя «славяне» он производил одновременно и от «славы», и от «словесности». Естественно, что славяне изображаются народом, у которого главной ценностью является добродетель, и они реализовали самый лучший способ правления — семейно-патриархальный.
Существенное место в романе занимали вопросы семьи и брака, тесно связанные с полемикой Хераскова против французских просветителей. По замечанию Л. И. Кулаковой, «многие авторы комических опер, …иногда, не решаясь сочетать законным браком дворянина с крестьянкой, превращали её под занавес в дочь благородных родителей». Стремясь установить общечеловеческую универсальную мораль, Херасков использовал учение Монтескьё о климатах. Одной из важнейших причин, по которым Кадм несколько раз отказывался от престола или роли царского советника, является то, что ему неизвестны «ни нравы, ни законы, ни свойства, ни выгодности, ни недостатки народа».
В «Московском журнале» (январско-февральский выпуск 1791 года) вышла рецензия Н. М. Карамзина, выдержанная в почтительных тонах. Рецензент, отметив «прекрасные пиитические описания, любопытные завязки, интересные положения, чувства возвышенные и трогательные», найдя, что повествование «противно духу тех времён, из которых взята басня», а также привёл примеры некоторых неудачных выражений. Это вызвало возмущение в среде московских масонов, но сам Херасков критику учёл, и писал об этом в предисловии к третьему изданию романа, последовавшему в собрании его «Творений» уже в следующем веке.

### «Полидор»
Роман «Полидор, сын Кадма и Гармонии» вышел в свет в 1794 году и явился непосредственным продолжением предыдущего. В связи с тем, что началась Великая французская революция, в романе сильно обличительное начало, третья и четвёртая главы первой книги романа — резкий памфлет на революцию и её лозунги. Истинной причиной революции Херасков называет «дерзновенных вольнодумцев», совершенно отойдя от идеалов, выраженных в «Нуме». В финале романа Полидор рассматривает кости восставших против богов гигантов, которые несколько тысячелетий не могут найти упокоения, чем автор пользуется для анафематствования всех мятежников, когда-либо восстававших против власти.
Кадм, будучи добродетельным человеком и идеальным правителем, таким же воспитал и сына своего — Полидора (линии остальных родственников Кадма, известных из мифологии, Херасковым были проигнорированы). Собственно, наставления Кадма сыну были подробно расписаны ещё в предыдущем романе, когда он готовил нового правителя Беотии; иными словами, на первое место в замысле романа выносилось глубокое духовное родство персонажей, а не кровное. Это подчёркивается широким использованием приёма deus ex machina, с помощью которого трансцендентные персонажи изрекают абсолютные истины; это приём идеологии, а не художественной литературы. Т. Артемьева сформулировала следующий силлогизм, образующий политическую программу Полидора:
1. Власть является результатом божественного решения;
2. Властитель должен быть угоден богам;
3. Поэтому он должен быть добродетельным и религиозным человеком[95].

В следующем романе воспитателем Полидора становится Триптолем, который продолжает наставления Кадма. Триптолем проповедует соединение богопочитания и целомудрия как залога успешного правления, и даёт советы по правильному воспитанию подданных. Здесь на первое место выходит «почитание Начальства каждым честным человеком», безропотном повиновении детей родителям, и т. д. В соответствии с духом эпохи, Херасков повторяет сентенции о просвещении граждан образцового государства, но оговаривает, что «учёность или мера знаний» должна быть различной и зависеть от «свойств и состояний», поскольку «рассаждение наук доставляет благо каждому его собственному званию, судьбами ему предписанному и узаконному». Единственным исключением являются художественные способности, которые «из тмы изникая, оне сияние своё на всяком простирают
месте, в каждом состоянии зримы суть». Самого правления Полидора Херасков не описывает.
Основной сюжет романа составляют приключения Полидора, вступившего на путь ложных умствований и поверявшего колдовством указания богов. Стиль повествования тяжёл и витиеват, язык перенасыщен разнообразными украшениями, характерными и для поэтики херасковских эпопей: перенасыщен метафорами, в которых Херасков, по-видимому, видел один из главных признаков художественной выразительности речи. Нет «простых» слов и выражений, периоды важны, величавы, длинны. Царства, наблюдаемые Полидором во время его скитаний, имеют каждое свои особенности, и сравнение их достоинств проводится в тексте романа. Одно из самых ярких — путешествие на остров Хриза, который, по Т. Артемьевой, представляет собой нечто среднее между Атлантидой и Елисейскими полями. В путешествии на Хризу Полидора сопровождает «Дух пустынный», который погружает молодого царя в янтарный источник и облачает в белые ризы. По Т. Артемьевой, янтарь символизировал свет и солнце, а переодевание означало освобождение от пороков и перерождение. Далее, встретившиеся ему старцы советовали не тратить лучших лет жизни на поиски сомнительного знания, посвятив их бесспорным жизненным ценностям. Странствуя по царству Разума богини Теандры (она же — Астрея и Минерва), Полидор слушает пророчество о появлении на Севере дивной монархини, главной её заслугой называется сочинение «Наказа» для комиссии по составлению Нового уложения и говорит Полидору:

«По моему внушению напишет она божественную книгу — мудрый Наказ! Книга сия долженствует быть врезана во всех чувствующих сердцах человеческих и благо общее любящих! Тогда в Севере златые дни сияти будут».— Творения, XI, С. 324
А. Западов отмечал, что екатерининский «Наказ» в годы написания «Полидора» мало-помалу превратился в секретный документ, ибо его либеральный дух в 1790-е годы казался императрице опасным для подданных. Херасков проявил большое гражданское мужество, открыто говоря о либеральных ценностях после казни Людовика XVI; впрочем, с официальной оценкой революции он не расходился. Пространственно царство Разума находится на Востоке, но на Западе ему противостоит царство Анафы «с геенским дыханием», и нимфа, правящая им, выдаёт себя за Теандру, хотя ценности, проповедуемые ею, ложны. Описана и революционная Франция в виде плавающего острова Терзита, охваченного хаосом безначалия, жители которого все превратились в царей, в буйстве провозглашая вольности. Остров гибнет от внутренних смут, и спасёт его только возвращение сильной и благоразумной монархической власти.
Л. И. Кулакова невысоко оценивала литературные достоинства «Полидора»:

Жанр классического политико-нравоучительного романа обусловил преобладание дидактического элемента в прозе Хераскова. Описаний в его романах много, но они обычно так схематичны и однотипны, что увидеть что-нибудь, читая Хераскова, невозможно. Даже там, где конкретность требуется самим предметом изложения, Херасков старательно избегает её. Знаменательно в этом отношении полное отсутствие портрета, заменённого условными признаками доблести, молодости, старости, «неистовства», убогости, красоты. Если же Херасков и задумывает индивидуализировать портрет, то индивидуализация превращается в стандарт. Все красивые «девы» обоих романов имеют «белые власы», простирающиеся «волнами по груди», очи небесно-голубые, цвет лица, «подобный лилии», румянец, «распускающейся розе подобный».
В «Полидоре» становятся заметны черты сентиментальной прозы, причём автор отделяется от повествования в зачинах к первой и второй книгам. В предисловии ко второй книге, Херасков выстраивает пантеон современных ему писателей и поэтов, особо выделяя своих предшественников — Ломоносова и Сумарокова, а среди младших современников выделяет Державина и Карамзина. Последнее совершенно не случайно, показывая влияние стиля Карамзина, особенно сближения прозы с поэзией, особенности словоупотребления, ритмичности, внимания к психологии персонажей и стремления к «приятности и сладости изложения». Именно эти качества привели к почти мгновенному устареванию прозы Хераскова.

## Эпопея
Современники и первое поколение потомков Хераскова воспринимали его в первую очередь как создателя национальных эпических поэм. По словам Д. Благого, создание героической эпопеи было важной задачей Кантемира и Ломоносова, но им так и не удалось реализовать её, так же как и Сумарокову. Тем самым именно Херасков завершил формирование классицистической литературы в России. Классицизм и просвещённый абсолютизм, по В. М. Живову, исходили из общих идей национальной регламентации и прогресса, которые должны были преобразить мир, избавив его от братоубийства, страха и суеверий. Поэтому главным предметом философских рефлексий и поэтического восторга было государство, представлявшееся распорядителем космической гармонии на земле. Благоденствие и победы монарха, заключение союзов и договоров были также важнейшей философской и литературной темой. Прогресс государства воспринимался одновременно и как прогресс разума и просвещения, как высшее выражение универсального принципа, составляющего общее достояние.

Именно поэтому «государственная поэзия» — столь утомительные для позднейшего читателя «Генриады» и «Петриды», равно как и бесчисленные оды на коронацию, тезоименитство или взятие очередной крепости, — отождествлялись с поэзией философской, оказывались единственно достойным поприщем мыслящего поэта или во всяком случае вершиной его творчества.

### «Плоды наук» и «Чесмесский бой»
Всего с 1761 по 1805 годы Херасков написал 10 поэм: «Плоды наук» (1761), «Чесмесский бой» (1771), «Селим и Селима» (1773), «Россиада» (1778), «Владимир возрождённый» (1785), «Вселенная, мир духовный» (1790), «Пилигримы, или искатели счастья» (1795), «Царь, или освобождённый Новгород» (1800), «Бахариана» (1803), «Поэт» (1805). Каждая из них является итогом многолетней работы, а вместе составляют психологический портрет и свидетельство эволюции мировоззрения и творческого метода поэта.
Первый опыт Хераскова в жанре — дидактическая поэма «Плоды наук» (1761) — фактически являлась возражением на диссертацию Руссо «Рассуждение на тему, предложенную Дижонской академией: способствовало ли улучшению нравов возрождение наук и искусств». Хотя Херасков не упоминал о заданности темы и не упоминал имени Руссо, полемичность поэмы заметна даже в её построении. Поэма посвящена цесаревичу Павлу Петровичу, написана шестистопным ямбом, по определению А. Западова, «без особых украшений». Поэт разъяснял молодому великому князю пользу наук в практическом и моральном смысле, и наставляет поощрять просвещение так же, как это делал Пётр I. За образец стихотворец взял «Письмо о пользе стекла» Ломоносова, которое сочетало поэтическую форму и научную мысль. Содержание «Плодов наук» свидетельствует, что для 28-летнего Хераскова не существует проблемы разрыва науки и религии, которая будет описана через 30 лет в поэме «Вселенная». Во «Вселенной» Херасков отрёкся от рассудка и провозгласил «умствования» разрушающей силой, влекущей за собой непослушание, извращающее установленный свыше порядок.
Успешным опытом героической поэмы для Хераскова стал «Чесмесский бой» (1771). Традиционную классицистскую тему — воспевание победы русского оружия, — он развернул в поэму из пяти песен, прямо обращённую к «певцу богов» Гомеру и имевшую параллели с «Илиадой». Обращение к античности сочетается с почти протокольной точностью описания боя. Херасков продемонстрировал смелый отход от канонов, когда рядом с изображением героев — Орловых, адмирала Грейга, Спиридова, и других, воспел героическую смерть безымянного Россиянина — безвестного канонира, ценой жизни снявшего флаг с турецкого корабля. Однако параллели с античностью имеют и злободневно-политический аспект, поскольку русские моряки, сравниваемые с героями Троянской войны, вели сражение в Греции, томящейся под турецким игом, поэтому «гомеровские» строки следует понимать буквально, а не метафорически:
В стране, исполненной бессмертных нам примеров,

В отечестве богов, Ликургов и Гомеров,

Не песни сладкие вспевают музы днесь, —

Парнас травой зарос, опустошился весь…
Согласно Л. Кулаковой, обращение к современной теме диктовало для Хераскова и выбор художественных приёмов. «Поэтические украшения» ограничены, Херасков отказался от характерного для эпической поэмы введения «чудесного», от аллегорий. Основная пружина действий героев — «любовь к отечеству, любовь к друзьям». Дополнительная тема дружбы и братской любви Алексея и Фёдора Орловых органически сплетена с основным ходом действия. Поэма вызвала живой интерес за рубежом, и в 1772—1773 годах была переведена на французский и немецкий языки, причём Михаил Матвеевич написал предисловие к французскому изданию, в котором дал для европейских читателей краткий очерк русской поэзии.

### «Россиада»

#### Концепция классицистской эпопеи
Под влиянием успеха «Чесмесского боя», Херасков взялся за грандиозный по объёму труд, на завершение которого ему потребовалось около восьми лет. Первое издание «Россиады» вышло в свет в 1779 году, но в дальнейшем автор продолжал от издания к изданию работать над текстом. Впечатление, произведённое огромной (12 песен в 10 000 стихов) поэмой, Д. Благой образно сравнивал со значением для второй половины XIX века и далее толстовского «Войны и мира», одним из предшественников которого и являлся Херасков. В год выпуска эпопеи, Державин опубликовал стихотворение «Ключ», в котором сразу назвал Хераскова «Творцом бессмертной „Россиады“», и даже полвека спустя гиперкритически настроенный Белинский описывал почти благоговейное почтение к главному произведению Михаила Матвеевича. Причины популярности «Россиады» вскрыл тот же Белинский: русская литература ещё не имела своей героической поэмы, которая по канону классицизма была обязательным признаком зрелой национальной словесности. В античной литературе существовали «Илиада» и «Одиссея» — универсальные и недосягаемые эталоны, Франция имела «Генриаду» Вольтера, Италия — «Освобождённый Иерусалим» Тассо, Португалия — «Лузиаду» Камоэнса, британцы — «Потерянный рай» Мильтона, и т. д.
Согласно литературной теории классицизма, основу эпопеи должно составлять крупное событие национальной истории, после которой страна начинает высший этап своей государственности. Такое событие Сумароков видел в Куликовской битве, Кантемир и Ломоносов — в преобразовании России Петром I. Херасков выбрал сюжетом своей поэмы завоевание Иваном IV Казани, что он считал датой окончательного освобождения России от татаро-монгольского ига. В поэме играл большую роль элемент чудесного, однако взамен предписанных Буало античных богов, Херасков воспользовался опытом Вольтера и школьными рекомендациями Феофана Прокоповича. В его эпопее действуют Бог, православные святые, Магомет, персидский «чародей» Нигрин, «несомый драконами», и множество аллегорий (Безбожие, Корыстолюбие, Злоба, Стыд), и т. д. Примечательно чередование в структуре поэмы героических и романтических эпизодов, а именно — линия безнадёжной любви казанской царицы Сумбеки к таврийскому князю Осману, история персиянки Рамиды и «горевших к ней равным пламенем любви» трёх богатырей. Тем самым, эпос Хераскова сочетал признаки европейской рыцарской поэмы и любовно-авантюрного романа.
В освещении фактов Херасков опирался на исторические источники, главным образом на «Казанский летописец», однако идейная концепция поэмы принадлежала автору. Эпопея преследовала воспитательную цель, на что Херасков прямо обращал внимание читателей в предисловии: она должна была научить любить родину и удивляться подвигам предков. «Россиада» вышла в свет после первой русско-турецкой войны и незадолго до присоединения Крыма, поэтому читатели также восприняли поэму как политически своевременную. Описывая разложение в среде казанских руководителей, Херасков косвенным образом критиковал русские придворные круги во главе с императрицей; напротив, идеальный государь Иоанн IV не подвластен любовному дурману, губительному для женщин-правительниц, приближающих к себе фаворитов. Противопоставление утопии и действительности обосновывало необходимость «татарских» песен «Россиады», которые критиковал Алексей Мерзляков.
Вторым планом в «Россиаде» шла политическая линия о долге правителя перед отечеством. Поэтому поэма начинается с показа морального падения молодого Иоанна и несчастий страны, за что его укоряет «Небесный посол»; Херасков подробно расписывал нужду и страдания рядовых воинов, и требует от царя и полководцев разделить их, настаивая на близком общении правителя и подданных. Однако в основном Иоанн показан как идеальный монарх, черты которого проецируются на современность. Одним из главных героев поэмы является Курбский. Выбор героев раскрывал идеологический посыл Хераскова: отношения Курбского и Ивана прямо соотносятся с позициями Я. М. Долгорукого, защищавшего перед Петром I право дворянства на оппозицию. Одобряя Курбского, Херасков исподволь осуждает политику упрочения неограниченной самодержавной власти. Точно также Херасков симпатизирует «угнетённым» боярским родам и возвеличивает пустынника Вассиана, жертву «первой знаменитей боярской опалы». Василия Шуйского Херасков также изображает вполне сочувственно, что Л. Кулакова охарактеризовала как «феодальную и фрондёрскую» симпатию.

#### Поэтика «Россиады»
«Россиада» была написана александрийским стихом, — шестистопным ямбом, — и слог автора отличался торжественной важностью «высокого штиля», вбиравшего в свой состав много славянских слов и выражений. Стиль её «правилен» и громоздок, и весь её текст несёт характерные особенности эстетики классицизма, включая выбор темы, рационалистически-схематическую обрисовку образов. Традиционное для эпопеи вступление долгие годы заучивалось гимназистами наизусть:
Пою от варваров Россию свобожденну,

Попранну власть татар и гордость низложенну,

Движенье древних сил, труды, кроваву брань,

России торжество, разрушенну Казань.

Из круга сих времян спокойных лет начало.

Как светлая заря, в России воссияло.
Художественные приёмы Хераскова стали хрестоматийными для русского классицизма. Так, в соответствии со своими эстетическими представлениями вместо портрета героя, поэт приводит обширное перечисление его моральных качеств (Адашев), а иногда характер героя подчеркивается указанием на его поступки и внешний облик, как описан князь Курбский, требующий освобождения Казани от татарского владычества. Столь же условными были картины природы, вводимые в поэму, они, скорее, носят аллегорический характер, имея вид обобщения. Таким было описание зимы из XII песни, также включённое в школьную программу Российской империи:
Там царствует Зима, снедающая годы.

Сия жестокая других времян сестра

Покрыта сединой, проворна и бодра;

Соперница весны, и осени, и лета,

Из снега сотканной порфирою одета;

Виссоном служат ей замерзлые пары́;

Престол имеет вид алмазныя горы;

Великие столпы, из льда сооруженны,

Сребристый мещут блеск, лучами озаренны…

Единый трепет, дрожь и знобы жизнь имеют;

Гуляют инеи, зефиры там немеют,

Мятели вьются вкруг и производят бег,

Морозы царствуют на место летних нег;

Развалины градов там льды изображают,

Единым видом кровь которы застужают…
В некоторых случаях Херасков прямо заимствовал элементы западных эпопей. Описание казанского леса сделано по образцу очарованного леса в «Освобождённом Иерусалиме»; пророчество Вассиана, показывающего Иоанну в видении судьбу России, напоминает схождение Энея в ад («Энеида») и сновидение Генриха IV в «Генриаде»; традиционен и ад, в котором мучаются нечестивые казанские ханы. В образе казанской царицы Сумбеки переплетены черты вергилиевской Дидоны и отчасти соблазнительницы Армиды из «Освобождённого Иерусалима».

### «Владимир»
Поэма «Владимир Возрождённый» 1785 года пронизана масонскими и розенкрейцерскими мотивами, поскольку цель розенкрейцерства состояла в «познании Бога, чрез познание натуры и себя самого по стопам христианского нравоучения». Ополчаясь на «умствование человеческое», розенкрейцеры стремились свергнуть просветительский авторитет разума, а затем предприняли наступление на руссоистский культ чувств, на страсти, — всё то, что они называли «самостью человеческой», «брюховным миром». Только путём полного отречения от мирских интересов и «суемудрствований» исчезает греховный «внешний» и является «внутренний» человек, «малый мир» (микрокосм), в котором, «как солнце в малой капле вод», отражается жизнь «большого» мира. Рождение «внутреннего» человека является темой второй грандиозной эпопеи Хераскова, которая в окончательной редакции имела объём 18 песней.
«Владимир» насыщен дидактикой: как и в «Россиаде», в начале даётся прозрачный намёк на положение в стране: князь Владимир за своей громкой славой и пышностью двора не замечает, что его щедрость побуждает подданных к беспечности и лени. Князь своею царственной порфирой ограждал их от обязанности творить добро. Изначально это и было замыслом поэмы — нравственного возрождения царственной особы. Однако в процессе работы на эпопеей, Херасков превратил «Владимира» в своего рода отражение «Россиады». Если в последней речь шла о собирании земель Российской державы, то во «Владимире» автор занялся осмыслением духовных, историко-культурных и религиозных истоков русского народа.
Уже российская везде гремела слава,

Во трепете от ней восточная держава;

Владимир при Днепре сарматов усмирил,

Кругом дунайских вод народы покорил;

Сверкает молния его кругом Босфора,

Страшится древний Тавр Владимирова взора;

Летает громкая на Западе молва,

Как ветр парение, как гром её слова.
Главными недостатками князя Владимира была привязанность к суетному миру, и пристрастие к женской красоте и роскоши:
Любови пламенной отравой услажден,

Блаженства жизни сей искал в беседе жен…

Лежали семена греха в его крови;

Он в лаврах шествовал под знаменем любви.

Не избежал сей муж от общего нам рока;

Ах! кто из смертных есть на свете без порока?
Далее херувим явился к двум благочестивым христианам-варягам в Киев, и повелел убедить Владимира покончить с язычеством и принять христианский Закон. Жрецы, подстрекаемые Злочестием, убивают варягов, языческие боги — князь духов Чернобог, Ний, Хорс, Семиргла, Кукало, Зничь, Лада, и другие — созываются пророком Зломиром на совещание, чтобы решить, какими способами отвлечь Владимира от христианства. Лучшим способом признано любострастие. Владимир в храме Лады прельщается отроковицей-христианкой по имени Версона, у которой есть жених Законест. В песнях, посвящённых преодолению страсти Владимира, Херасков подробно описал свои взгляды на любовь. Это чувство признаётся поэтом-моралистом недозволенным и греховным, и ему противопоставляется возвышенное общение людей в порыве познания Бога. Через двадцать лет после написания «Венецианской монахини», поэт коренным образом переменил свои взгляды и стал проповедовать аскетизм. Соответственно, применительно к высокой политике это означает, что властитель, не способный подчинить свои страсти разуму, не может властвовать и над другими. В теориях масонства, первой ступенью к познанию истины становится отвращение от суетного мира. Эту сторону масонства описывают отношения Законеста и Версоны, которые познали божественную любовь, что сделало их подлинными друзьями ближнего. Христианство не требует оставления мирской жизни или — в случае с князем — престола; крещение позволяет Владимиру подняться на самую высокую ступень нравственного сознания. В финале поэмы перед прозревшим Владимиром предстают все его благородные потомки — от Александра Невского и Дмитрия Донского до Павла I. В версии Хераскова, в только что взошедшем на престол Павле Петровиче должен ожить великий дух его далёкого предка — князя Владимира.
По мнению А. Западова:

В поэме «Владимир» нередко встречаются хорошие стихи. Херасков отлично владеет шестистопным ямбом, речь его течёт внушительно и ровно. Но общий символический замысел огромной поэмы, отсутствие в ней и подлинной историчности, и яркой поэтической фантазии не сделали её новым для Хераскова шагом вперед по сравнению с «Россиадой», оставшейся наиболее известным его произведением.

### Поэмы 1800-х годов
В 1800 году Херасков опубликовал стихотворную повесть в семи песнях «Царь, или Спасённый Новгород», сюжет которой был основан на Никоновской летописи. Действие происходило в 863 году во время восстания против Рюрика, виновником которого был буйный и развратный юноша Ратмир. Под этим именем Херасков вывел Вадима Храброго, фигура которого была популярна в русской литературе XVIII века, позднее ему отдали дань и Пушкин, и молодой Лермонтов. Повесть Хераскова явно полемизировала с тираноборческой трагедией Я. Б. Княжнина «Вадим Новгородский» (1789), Михаил Матвеевич безоговорочно осуждает Ратмира-Вадима, сделав его символом Французской революции с её «безумным алканием равенства».
В 1803 году Херасков выпустил своё самое обширное произведение — поэму «Бахариана, или Неизвестный», объём которой составил около 15 000 стихов. В подзаголовке стояло: «волшебная повесть, почерпнутая из русских сказок», название происходило от слова «бахарь», означавшее сказочника. По А. Западову, определение не слишком точно — «Бахариана» ближе к типу волшебных повестей, а элементов фольклорного происхождения относительно немного. Подобно «Владимиру», «Бахариана» является аллегорией, описывающей приключения Неизвестного, личность которого открывается в самом конце книги. Это царевич Орион, изгнанный из дома своего отца Тризония мачехой Змиоланой за то, что убил её любовника-сокола. Сам Тризоний был превращён в вола, а все жители его царства Люцерны — в насекомых, гадов и птиц. Целью Неизвестного является поиски своей возлюбленной Феланы и волшебного зеркала, добыв которое он возвращает отцу и всем его подданным человеческий облик. Помогает ему при этом старец Макробий, символизирующий духовное просвещение и христианскую мудрость. Фелана обозначает непорочность, волшебное зеркало оказывается «чистой совестью», избавляющей человека от «скотства».
«Бахариана» привлекла внимание современников и литературных критиков XX века тем, что Херасков в своём эпосе в некоторых отношениях использовал достижения бывшего своего ученика Н. Карамзина; например, используя «русский размер» стиха (безрифменный трёхстопный хорей с дактилическими окончаниями), которым Карамзин написал «Илью Муромца». Авторитет Хераскова сделав этот размер модным; избегая монотонности, часть глав (семь из четырнадцати) он написал четырёхстопным ямбом и хореем с рифмой:
Только рифму уважаю,

Стих без рифмы вображаю

Тело будто бы без ног…
Д. Благой отмечал, что большого успеха эта поэма не имела, Хераскову лишь с большим трудом удалось найти себе издателя. Тем не менее опыт автора «Бахарианы» был творчески использован Пушкиным при создании им своей сказочной поэмы «Руслан и Людмила». Л. Кулакова выявила множество совпадений, и в первую очередь сходство завязки в обеих поэмах — неожиданное похищение Феланы и Людмилы, близость образов Руксила и Рогдая, Злодуны и Наины, Макробия и Финна, общие очертания волшебного сада, в который переносятся героини; сходны и обманчивые видения, навеянные волшебниками: Фелане чудится «Неизвестный мертв и бледен», Людмила видит бледного раненого Руслана. 70-летний Херасков в «Бахариане» нашёл новый метод обращения к читателям, когда авторское повествование исподволь перетекает непринуждённую беседу. Несмотря на фольклорную стилизацию, эпопея продемонстрировала широчайший круг книжных интересов поэта — упоминаются Гомер, Платон, Вергилий, Овидий, Торквато Тассо, Лодовико Ариосто, Вольтер, Джон Локк и другие. Упоминая «Слово о полку Игореве», Херасков заявил, что в его авторе «Гомер и Оссиян с Ломоносовым сливаются». В 1804 году в апрельской книжке журнала «Патриот» вышла хвалебная рецензия В. В. Измайлова, который отмечал «многие блестящие картины, пиитические вымыслы, прекрасные повествования».

## Драматургия
Драматургическое наследие Хераскова велико: он написал двадцать пьес — девять трагедий, пять драм, две комедии, комическую оперу («Добрые солдаты»), театрализованный пролог («Счастливая Россия») и две пьесы перевёл и переработал («Цид» Корнеля и «Юлиан отступник» Вольтера). Пять трагедий написаны на сюжеты, связанные с историческим прошлым России: «Борислав» (1774), «Идолопоклонники, или
Горислава» (1782), «Пламена» (1786), «Освобождённая Москва» (1798) и «Зареида и Ростислав» (напечатана посмертно, 1809). Пьесы его пронизаны патриотическими мотивами, мыслями о единстве русской земли, о пагубности княжеских раздоров, о необходимости твердой централизованной власти. Херасков, как обычно, проповедовал власть разумного, следующего законам монарха. В истории России Хераскова особенно привлекало время принятия христианства и борьбы с язычеством.
Ярким примером возможностей Хераскова-драматурга А. Западов называл пьесу «Идолопоклонники, или Горислава». Сюжет её вращается вокруг взаимоотношений князя Владимира Святославича и Гориславы, которая раньше звалась Рогнедой. Десять лет Горислава не пользуется вниманием своего супруга и проводит дни в тоске и слезах. Кровавые преступления Владимира не забыты ею, но она горячо любит своего владыку и мучится его пренебрежением. Князь же считает, что, разделив трон с Гориславой, вполне вознаградил её за пережитые горести, и не понимает, почему «в порфире быв она, рыдала безутешно», и не ценит её любовь. Кроме того, к началу действия, Владимир охвачен и духовным кризисом, знакомится с начатками христианской веры и раздумывает об уничтожении язычества и женитьбе на греческой принцессе. Тоскующая жена-язычница Горислава ему не нужна. Её избирают как орудие для своих планов великий жрец Золиба, охраняющий престол Перуна, и молодой князь Святополк. Но Горислава отказывается слушать их, и пытается рассказать Владимиру о заговоре жреца и Святополка. Однако события построены так, что Владимир только убеждается во враждебности Гориславы, и лишь в самом конце примиряется с ней и отсылает в Полоцк. Особенностью фабулы этой пьесы является то, что на протяжении действия никто не был убит или казнён — редкий случай для трагедии XVIII века. Автору удалось создать трагическую ситуацию только работой с сюжетом и характерами персонажей, что подчёркивается вплетением простонародной лексики и интонаций в александрийский стих.
Комедии Хераскова, по-видимому, не пользовались популярностью, и сам он ценил свои творения невысоко. Само определение жанра «Безбожника» (1761) — «героическая комедия», свидетельствовало об изначальной зависимости от трагедийного жанра, причём как в смысле стиля, так и конструктивном плане. «Комедия» вовсе не смешна, а от русской классицистской трагедии отличалась только числом актов (один, а не пять) и статусом персонажей — это частные люди, а не исторические фигуры высокого ранга. Образная система «Безбожника» явно испытывала влияние высокого одического стиля; по выражению О. Лебедевой, была «транскрипцией» трагедии
В драматургии Хераскова выделяются несколько пьес, относимых к жанру «слёзной драммы» (как он сам его называл): «Друг несчастных» (1774), «Гонимые» (1775), «Школа добродетели», «Милана» (1798). Пьесы эти пользовались успехом у публики, не в последнюю очередь из-за темы внесословной ценности человека. Творческая эволюция Хераскова-драматурга, начавшись с сентиментальных произведений, завершилась последним его произведением вообще — классицистической трагедией «Зареида и Ростислав», в которой он заново осмыслил литературный кодекс классицизма и заявил себя его безусловным сторонником. Сюжет пьесы взят из истории междоусобицы черниговского князя Изяслава и смоленского князя Ростислава, а мораль сводится к тому, что самодержавная власть не может служить объектом домогательства подданных, так как достаётся монарху по праву рождения.
Херасков значительно переделывал при переводе европейские драматургические произведения, хотя ещё авторы XIX века считали их выполненными почти дословно. А. Западов утверждал, что переделки Хераскова сильно уступали оригиналам. В «Сиде» Корнеля («Цид» у Хераскова) было радикально сокращено число действующих лиц. Например, автор-переводчик элиминировал донью Арраку, инфанту Кастильскую, тем самым убрав главную драматическую тему Корнеля — инфанта любит Родриго, но по своему царственному положению не может выйти замуж за простого дворянина, а потому уступает Родриго Химене, и, превозмогая горесть, хлопочет о их браке.

Самое, пожалуй, любопытное в этой переделке «Сида» то, что Херасков не решился изложить сцену оскорбления дона Диего так, как она была написана Корнелем за полтораста лет до его переделки, в 1636 году. У Корнеля граф даёт пощёчину дону Диего, нанося ему величайшее из возможных для дворянина оскорблений. Пощёчина эта широко известна, сцена подвергалась резким осуждениям с точки зрения дворянской сословной чести и вызывала восхищение передовых умов.

Осторожный Херасков не решился тут следовать за Корнелем, он умолчал о пощёчине. В разгаре ссоры между доном Диего и графом Гормасом Херасков вставляет ремарки: «Хочет ударить его», «Диего вынимает шпагу», дон Гормас «обезоруживает его и на театре повергает», после чего Диего поручает Родриго мстить за оскорбление. Психологический анализ поступков, великолепно проведённый Корнелем в речах Химены и Родриго, Херасков упрощает, видимо, не поняв и не оценив величайшего мастерства французского трагика.

## Оценки и наследие
Благодаря «Россиаде», Херасков быстро приобрёл статус прижизненного классика; Новиков в 1779 году опубликовал первое собрание его сочинений. 13 сентября 1796 года в № 74 «Московских ведомостей» вышло объявление о начале «полного исправленного и умноженного» издания «Творений», выходящих «под присмотром самого автора». Его печатание растянулось вплоть до конца жизни Хераскова, с течением времени менялось расположение материалов и композиция издания. В итоге, собрание оказалось далеко не полным — в его состав не вошли басни, комедии, некоторые публицистические материалы, печатаемые в журналах, а также ранее не публиковавшиеся стихотворения, в том числе «Коль славен наш Господь в Сионе», ходивший в списках, и впервые напечатанный только в 1819 году. Собрание трудов 1796—1803 годов (и его переиздание 1807—1812 годов) было сгруппировано по жанровому принципу: часть 1 включала «Россиаду»; часть 2 — поэму «Владимир»; часть 3 — прочие поэмы; части 4 и 5 — трагедии, в том числе перевод трагедии П. Корнеля «Цид» («Сид»); часть 6 — драмы; часть 7 — стихотворения; части 8 и 9 — роман «Кадм и Гармония»; части 10—11 — роман «Полидор, сын Кадма и Гармонии»; часть 12 — роман «Нума Помпилий». Для этого собрания некоторые тексты были автором дополнены и переработаны, в поэму «Владимир» были включены новые строфы и комментарий, в том числе отражавший открытие «Слова о полку Игореве».
В 1790-е годы общественное признание Хераскова достигло высшей точки. На акте Московского благородного пансиона 14 ноября 1798 года, в стихах С. Е. Родзянко и П. С. Кайсарова Херасков был уподоблен Гомеру. На награждение поэта орденом св. Анны 1-й степени от имени воспитанников пансиона стихи преподнёс молодой В. А. Жуковский, и они стали частью большого ряда, в котором Хераскова могли именовать «светилом росского Парнаса» (анонимная ода 1799 года), и так далее. А. И. Голицын в 1799 году составил стихотворную надпись «К портрету Михайлы Матвеевича Хераскова», аналогичные представили в 1803—1804 годах И. И. Дмитриев и Д. И. Хвостов; последний посвятил Хераскову ещё два стихотворения. После кончины Михаила Матвеевича вплоть до 1812 года выходили посвящённые ему стихи и эпитафии, в том числе анонимные.
О дальнейшей литературной судьбе М. Хераскова А. Западов писал так:

«Труженик-поэт оказался скоро и прочно забытым, сочинения его не печатались, за исключением „Россиады“, которую ещё переиздавали, но уже в порядке учебно-хрестоматийном. Херасков устарел с поразительной быстротой, и главной причиной этого было бурное развитие русской литературы в последней трети XVIII — начале XIX столетия. Державин, Карамзин, Жуковский, Батюшков, Пушкин — в свете этих имен сразу поблекла литературная слава Хераскова».
В 1810-е годы начались споры вокруг «Россиады» — если в 1812 году П. В. Победоносцев опубликовал восторженную статью, то к 1815 году тон изменился: А. Ф. Мерзляков представил доброжелательный разбор эпопеи; ему противостояла резко критическая статья П. М. Строева. Уже в 1821 году П. А. Вяземский в письме к А. И. Тургеневу назвал славу Хераскова «торжеством посредственности», на что Тургенев ответил, что «Хераскова мы уже привыкли уважать, и справедливо». Несмотря на это отношение, эпические поэмы, продолжавшие традиции «Россиады» и «Владимира», выходили почти до конца 1830-х годов: «Освобождённая Москва» А. А. Волкова (1820), «Суворов» А. П. Степанова (1821), «Дмитрий Донской, или Начало российского величия» А. А. Орлова (1827), «Александроида» П. И. Свечина (1827—1828), «Александр I, или Поражение двадесяти язык» А. А. Орлова (1828). Наконец, в 1836 году Д. Кашкин выпустил первый том поэмы «Александриада», описывающей спасение России от войск Наполеона I. Завершение этого процесса — то есть «падение литературной славы Хераскова» (по выражению А. Западова) — было описано В. Г. Белинским в ряде критических статей. Поэмы Хераскова Белинский называл «длинными и скучными», а самого автора аттестовал так: «Херасков был человек добрый, умный, благонамеренный и, по своему времени, отличный версификатор, но решительно не поэт».
После 1840-х годов критики утратили интерес к Хераскову, из его произведений продолжала перепечатываться «Россиада», дважды увидевшая свет целиком в 1893 и 1895 годах, в 1897 году было перепечатано вступление и первая песнь «Бахарианы». В следующем веке Хераскова упоминали в общих трудах по истории русской литературы XVIII столетия. В 1935 году в малой серии «Библиотеки поэта» некоторые стихотворения Хераскова были включены в том поэзии XVIII века. Единственное более или менее представительное издание его избранных произведений увидело свет в 1961 году в большой серии «Библиотеки поэта». Отдельные стихотворения и басни изредка включались в сборники избранной русской поэзии XVIII века, выходивших в 1980-е годы. В статье Т. В. Артемьевой, опубликованной в 2000 году, констатировалось, что имя Хераскова известно лишь специалистам. Главной причиной называется изменение вкусов, которое делает невозможным воспринимать его поэмы, драмы и романы как «литературу, которую читают для удовольствия», однако, это создаёт преграду и для изучения его текстов как литературоведческих и философских источников, необходимых для адекватного понимания эпохи его жизни.

## Комментарии
1. ↑  По замечанию В. Сиповского, Шляхетный кадетский корпус не соответствовал своему названию, поскольку собственно военная подготовка и соответствующие предметы занимали всего один день в неделю[12]. То есть это было гуманитарное учебное заведение, чья деятельность определялась указом, адресованным Сенату: «не каждого человека природа к одному воинскому склонна», и в последнем классе корпуса кадеты занимались по индивидуальной программе и только теми предметами, к которым у них была склонность в младших классах[13].
2. ↑  Во всех без исключения биографиях Хераскова приводится 1755 год как дата поступления его в университет. Однако А. В. Западов в фонде Герольдмейстерской конторы ЦГАДА обнаружил документы, свидетельствующие о том, что это произошло на год позже[8].
3. ↑  По оценке Л. М. Пастушенко, в «Портфелях Миллера» сохранилось около 30 писем Хераскова, написанных в 1756—1764 годах; вся переписка велась на русском языке. Их общение было обоюдовыгодным: Херасков помогал Миллеру в собирании материала для «Российской истории», в свою очередь, академик лично занимался распространением трагедии «Венецианская монахиня», чему посвящено 6 писем[14].
4. ↑  М. М. Херасков был лишь одним из четырёх кураторов университета, наряду с И. И. Шуваловым, И. И. Мелиссино и В. Е. Адодуровым, но фактически он единственный постоянно проживал в Москве и имел больше всего влияния на повседневную жизнь университета. После смерти Мелиссино и Шувалова он получил положение «верховного» куратора, но даже ему в павловские времена не удавалось добиться рассмотрения университетских дел при дворе[30].
5. ↑  М. Херасков утверждал, что в подлинной истории, хотя главные герои и не воссоединились, но вина была снята с юноши, а благодарные сограждане поставили на площади его скульптурную голову, покрытую золотом[57].
6. ↑  А. Западов следующим образом характеризовал эту поэму: «В трёх песнях „Вселенной“ поэт перелагает стихами религиозные легенды о сотворении мира и человека, о борьбе сатаны с Богом, явно заимствуя краски у западноевропейских творцов религиозных эпопей. Но эта поэма не лишена и злободневного оттенка. Бунт чёрных ангелов во главе с сатаной и отпадение их от Бога сравниваются Херасковым с событиями французской… революции 1789 года, под свежим впечатлением известий о которой и сочинялась поэма. Херасков осуждающе пишет об „умствованиях“, которым предаются люди, теряя веру и отказываясь совершать „добрые дела“. Силы и возможности человека поэт оценивает низко — он „нищ, убог, печален, скорбен, слаб“ и нуждается в постоянном покровительстве вышней силы»[109].

## Издания
Собрание сочинений
- Творения М. Хераскова : Вновь исправленныя и дополненныя. Часть I. Россияда, поэма эпическая. — Москва: Унив. тип. у Хр. Ридигера и Хр. Клаудия, 1796. — 340 с.
- Творения М. Хераскова : Вновь исправленныя и дополненныя. Часть II. Владимир, поэма эпическая. — Москва: Унив. тип. у Хр. Ридигера и Хр. Клаудия, 1796. — 362 с.
- Творения М. Хераскова : Вновь исправленныя и дополненныя. Часть III. Плоды наук, дидактическая поэма. — Москва: Унив. тип. у Хр. Ридигера и Хр. Клаудия, 1797. — 352 с.
- Творения М. Хераскова : Вновь исправленныя и дополненныя. Часть IV. Венецианская монахиня: Трагедия: в трёх действиях [и др.]. — Москва: Унив. тип. у Хр. Ридигера и Хр. Клаудия, 1797. — 437 с.
- Творения М. Хераскова : Вновь исправленныя и дополненныя. Часть V. Цид. Юлиан отступник. Освобождённая Москва. Ненавистник. — Москва: Унив. тип. у Хр. Ридигера и Хр. Клаудия, 1797. — 400 с.
- Творения М. Хераскова, : Вновь исправленныя и дополненныя. Часть VI. Друг несчастных. Гонимые. Милана. Школа добродетели. Извинительная ревность: Драмы. — Москва: Унив. тип. у Хр. Ридигера и Хр. Клаудия, 1797. — 377 с.
- Творения М. Хераскова, : Вновь исправленныя и дополненныя. Часть VII. Разные сочинения. — Москва: Унив. тип. у Хр. Ридигера и Хр. Клаудия, [Б. г.]. — 418 с.
- Творения М. Хераскова, : Вновь исправленныя и дополненныя. Часть VIII. Кадм и гармония: Древнее повествование. Часть 1. — Москва: Унив. тип. у Хр. Ридигера и Хр. Клаудия, 1801. — 259 с.
- Творения М. Хераскова, : Вновь исправленныя и дополненныя. Часть IX. Кадм и гармония: Древнее повествование. Часть 2. — Москва: Унив. тип. у Хр. Ридигера и Хр. Клаудия, 1801. — 365 с.
- Творения М. Хераскова, : Вновь исправленныя и дополненныя. Часть X. Полидор, сын Кадма и Гармонии. Часть 1. — Москва: Унив. тип. у Хр. Ридигера и Хр. Клаудия, 1802. — 256 с.
- Творения М. Хераскова, : Вновь исправленныя и дополненныя. Часть XI. Полидор, сын Кадма и Гармонии. Часть 2. — Москва: [Унив. тип. у Хр. Ридигера и Хр. Клаудия], 1802. — 328 с.
- Творения М. Хераскова, : Вновь исправленныя и дополненныя. Часть XII. Нума Помпилий, или Процветающий Рим. — Москва: Унив. тип. у Хр. Ридигера и Хр. Клаудия, 1803. — 165 с.

Издание «Библиотеки поэта»
- Херасков М. М. Избранные произведения / Сост., вступ. статья и комм. А. В. Западова. — М.—Л. : Советский писатель, 1961. — 410 с. — (Библиотека поэта; Большая серия).